# Victoria Tower (Sztokholm)
Victoria Tower – budynek hotelowy w Kista w północno-zachodnim Sztokholmie, zbudowany na zamówienie norweskiego inwestora Arthura Buchardta. Jest najwyższym hotelem w Skandynawii (117,6 m wysokości). 

## Historia i architektura
Budynek zaprojektowali Gert Wingårdh i Karolina Keyzer z biura architektonicznego Wingårdh Arkitektkontor AB. Inwestorem był norweski przedsiębiorca Arthur Buchardt. Mierzący 117,6 metra budynek stał się punktem orientacyjnym dzielnicy biurowo-technologicznej Kista Science City. Oddany do użytku 16 września 2011 roku wieżowiec składa się z 34 kondygnacji. Na kondygnacjach od parterowej do 22 znajdują się pokoje hotelowe (w liczbie 299), od 23 do 32 – pokoje biurowe, na 33 – lokale konferencyjne, zaś na ostatniej – bar z tarasem. Budynek ma formę prostopadłościanu zwieńczonego również prostopadłościenną bryłą wystającą poza jego rzut. Fasadę wykonano ze stali i 8 000 płyt szklanych, które sprawiają, że połyskuje ona w słońcu. Jak wyjaśniali projektanci budynku, Gert Wingårdh i Karolina Keyzer z biura architektonicznego Wingårdh arkitektkontor, inspiracją dla takiej formy fasady stał się mikrofon piosenkarki Charlotte Perrelli, śpiewającej swój przebój „Hero”. Fasada została tak pomyślana, aby ukryć podział budynku na kondygnacje. Wieżowiec zbudowała firma Peab, a wartość kontraktu wyniosła 600 milionów koron. 

## Wyróżnienia
W 2011 roku Victoria Tower zajął czwarte miejsce na liście laureatów nagrody Emporis Skyscraper Award, organizowanej od 2000 przez globalną bazę danych o budynkach Emporis; 1. miejsce przypadło wieżowcowi 8 Spruce Street w Nowym Jorku, mierzącemu 265 metrów.
Victoria Tower zyskał tytuł najlepszego budynku za rok 2012 w kategorii: hotel/czas wolny na festiwalu World Architecture Festival organizowanym w Singapurze.